# Antonov An-38
Antonov An-38 je sovětský, resp. ukrajinský dvoumotorový víceúčelový dopravní letoun pro 26 až 27 cestujících, řešený jako hornoplošník s pevným příďovým podvozkem a dvojitou SOP.

## Vývoj
Konstrukce An-38 přímo navazuje na letoun Antonov An-28. Za základ prototypu posloužil zdokonalený drak An-28 z licenční výroby polského podniku PZL Mielec. Trup byl prodloužen o 2,57 m vložením sekcí s konstantním průřezem před a za křídlo. První prototyp stroje vzlétl 23. června 1994, poháněný dvojicí amerických turbopropů Garett TPE331-14GR-801E s pětilistými vrtulemi. Stroj je vyráběn a nabízen v několika variantách na přání zákazníka.

## Specifikace

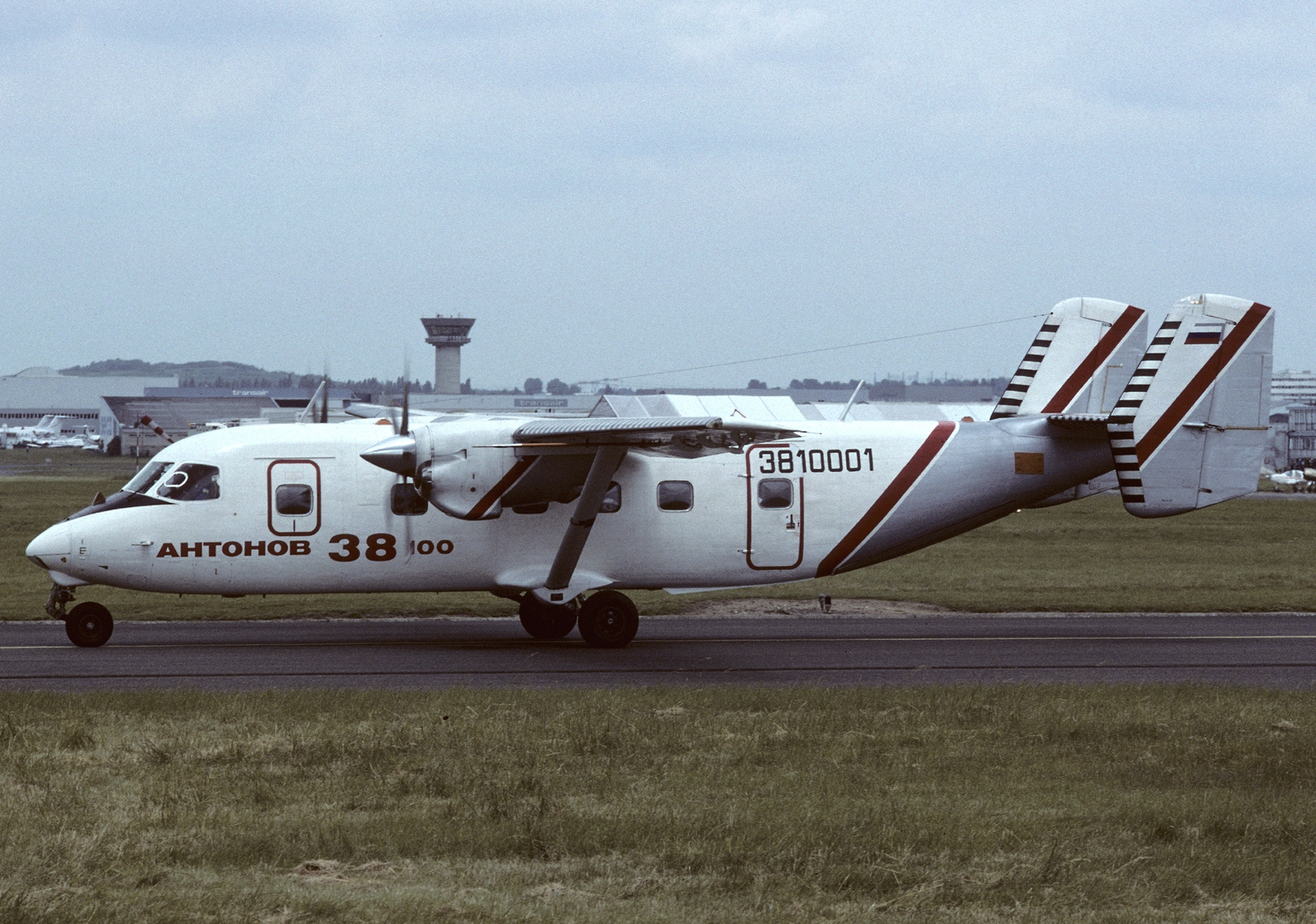
Antonov An-38-100, letiště Paříž-Le Bourget

### Technické údaje
- Osádka: 2
- Počet cestujících: 26
- Rozpětí: 22,06 m
- Délka: 15,67 m
- Výška: 4,30
- Nosná plocha: 39,80 m²
- Hmotnost prázdného letounu: 5360 kg
- Max. vzletová hmotnost: 9000 kg
- Pohonná jednotka: 2 × turbovrtulový motor Honeywell TPE331-14GR-801E (nebo 2 × TVD-1500), každý o výkonu 1 118 kW (1500 shp)

### Výkony
- Cestovní rychlost: 380 km/h
- Dostup: 9000 m
- Dolet: 1450 km